# Дюпиха
Дюпиха — деревня в Кинешемском районе Ивановской области России. Входит в состав Горковского сельского поселения.

## География
Деревня расположена в северо-восточной части Ивановской области, в зоне хвойно-широколиственных лесов, в пределах северо-восточной части Среднерусской возвышенности, при автодороге 24К-111, на расстоянии примерно 4 километров (по прямой) к юго-западу от города Кинешмы, административного центра района. Абсолютная высота — 125 метров над уровнем моря.

### Климат
Климат характеризуется как умеренно континентальный, с холодной многоснежной зимой и умеренно жарким влажным летом. Среднегодовая температура воздуха — 3,1 °C. Средняя температура воздуха самого холодного месяца (января) — −11,7 °C (абсолютный минимум — −45 °C), средняя температура самого тёплого (июля) — 18,2 °С (абсолютный максимум — 38 °C). Период с температурой воздуха выше 10 °C длится около 122 дней. Годовое количество атмосферных осадков — 595 мм, из которых 402 мм выпадает в период с апреля по октябрь.

### Часовой пояс
Деревня Дюпиха, как и вся Ивановская область, находится в часовой зоне МСК (московское время). Смещение применяемого времени относительно UTC составляет +3:00.

## История
В конце XIX — начале XX века деревня входила в состав Дюпихской волости Кинешемского уезда Костромской губернии, с 1918 года — в составе Иваново-Вознесенской губернии.
С 1929 года деревня входила в состав Тарасихинского сельсовета Кинешемского района Ивановской области, в 1935 — 1958 годах — в составе Наволокского района, с 1974 года — в составе Долговского сельсовета, с 2005 года — в составе Горковского сельского поселения.

## Население
| 1872 | 1897 | 1907 | 2002 | 2010 |
| ---- | ---- | ---- | ---- | ---- |
| 189  | ↗213 | ↘204 | ↘10  | ↘7   |

### Национальный состав
Согласно результатам переписи 2002 года, в национальной структуре населения русские составляли 90 % из 10 чел.